# 西兰岛小北线铁路
西兰岛小北线铁路（丹麥語：Lille Nord）是西兰岛北线铁路北段希勒勒站⟷赫尔辛格站部分。位于丹麦西兰岛东北部。西兰岛小北线铁路全线大致呈西南—东北走向。西兰岛小北线铁路现由丹麦地方铁路公司运营并在该线开行班次频密的短途列车。
西兰岛小北线铁路全线大致呈西南—东北走向。西南起希勒勒站。希勒勒站同时是与哥本哈根市郊铁路的换乘站，经过希勒勒站的铁路还包括腓特烈斯韦克铁路、格里布森林铁路。 途径丹麦王室行宫弗雷登斯堡宮的所在地弗雷登斯堡自治市。到达斯内克斯滕站后和西兰岛海岸铁路共线，直至东北端终点赫尔辛格站。

## 历史

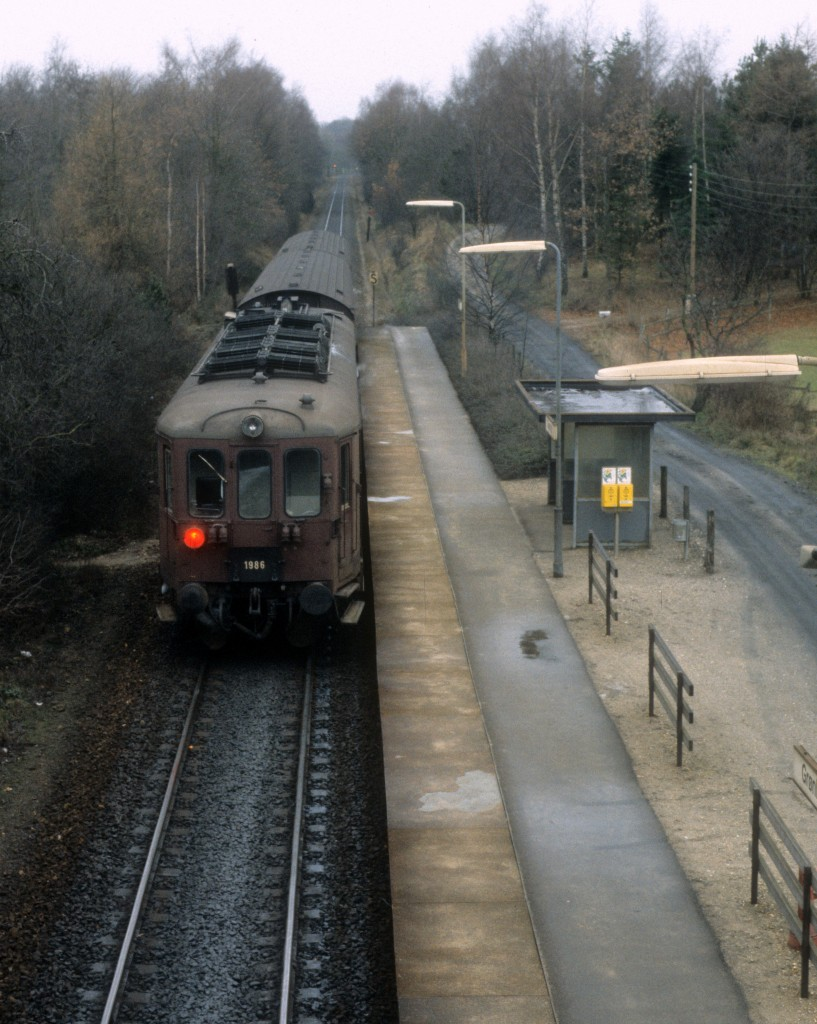
1983年时的西兰岛小北线铁路格伦霍尔特站。

南起哥本哈根，经希勒勒，至赫尔辛格的西兰岛北线铁路于1864年全线通车，现时的西兰岛小北线铁路的线路随之形成。西兰岛北线铁路最初由私企西兰岛铁路公司建设并运营。1880年，西兰岛北线铁路被国家接管。1885年转由国营企业“丹麦国家铁路”运营。
西兰岛北线铁路在1897年连接哥本哈根和赫尔辛格路程更短的西兰岛海岸铁路通车前是连接哥本哈根和赫尔辛格的铁路主干线。 1936年，西兰岛北线铁路霍尔特站以南部分划入哥本哈根市郊铁路网络并进行电气化。1968年，哥本哈根市郊铁路在西兰岛北线铁路开行的线路继续向北延至希勒勒站。 1970年前后，未成为哥本哈根市郊铁路网络一部分的西兰岛北线铁路希勒勒站⟷赫尔辛格站部分拥有了“西兰岛小北线铁路”这一名称。
2006年，西兰岛小北线铁路的运营权由丹麦国家铁路转至丹麦地方铁路公司。

## 车站列表
（按到站顺序排列）
| 站名         |
| ------------ |
| 希勒勒站     |
| 格伦霍尔特站 |
| 树丛山站     |
| 弗雷登斯堡站 |
| 朗厄勒站     |
| Kvistgård站  |
| 默德鲁普站   |
| 斯内克斯滕站 |
| 赫尔辛格站   |

## 外部連結
- 丹麦地方铁路公司官网（页面存档备份，存于）（丹麦语）